# Odysee
Odysee — американский децентрализованный видеохостинг, построенный на блокчейне LBRY. Он позиционирует себя как альтернативу ведущим видеоплатформам, таким как YouTube, придавая особое значение свободе слова и децентрализации.
Платформа позволяет пользователям загружать, делиться и монетизировать видео с помощью криптовалюты по протоколу Arweave, сохраняя при этом целостность контента через одноранговую сеть.  Содержимое на Odysee извлекается из блокчейн-сети LBRY без необходимости использования центрального сервера.

## История
Видеопортал был основан Джулианом Чандрой и официально запущен в декабре 2020 года.
Odysee быстро привлек внимание, поскольку позволял пользователям обходить некоторые методы модерации, применяемые на основных платформах . Его архитектура на основе блокчейна гарантировала сохранение контента до тех пор, пока существуют активные узлы, поддерживающие его, предоставляя альтернативу платформам, которые могли удалять или цензурировать контент.
В июне 2024 года Odysee была приобретена Forward Research — инкубатором исследований и разработок, специализирующимся на создании сервисов в сети Arweave. О приобретении было объявлено одновременно с покупкой компанией Forward Research Solarplex, еще одной социальной медиа-платформы. Приобретение произошло после того, как бывшая материнская компания Odysee LBRY проиграла судебный процесс Комиссии по ценным бумагам и биржам США в июле 2023 года.

## Технология

### Децентрализованная медиа-экосистема (DME)
Джулиан Чандра, генеральный директор Odysee, подчеркивает особое значение децентрализованной медиаэкосистемы (DME) для будущего платформы. DME развивает модель распространения медиа-контента, устойчивую к цензурированию и обеспечивающую прозрачность, используя блокчейн Arweave для долговременного хранения данных. Эта инициатива поддерживает медиа-приложения, аналогичные Twitter или Reddit, в децентрализованной сети, что способствует повышению уровня конфиденциальности и уменьшает зависимость от рекламодателей.

### Блокчейн
Odysee основан на технологии блокчейн — децентрализованном протоколе, который позволяет передавать и сохранять цифровые материалы без необходимости в центральном сервере. Эта блокчейн-система функционирует на основе пиринговой архитектуры, что дает возможность пользователям загружать и обмениваться видеоконтентом. Метаданные загруженных видео хранятся в блокчейне, в то время как сами видеозаписи размещаются в распределенной сети пользователей, известных как узлы.
Первоначально Odysee использовал блокчейн LBRY, содержащий одноранговую сеть для распространения контента и позволяющий пользователям зарабатывать кредиты LBRY (LBC) за просмотр и загрузку видеороликов. Децентрализованность платформы предоставила создателям больше контроля над своими доходами и видимостью своих видео благодаря механизму ставок.
После приобретения Odysee компанией Forward Research произошел переход платформы на децентрализованную инфраструктуру хранения данных Arweave. Arweave допускает постоянное хранение данных, то есть после загрузки видео их нельзя удалить или изменить. После перехода на Arweave  поддержка LBC на Odysee прекратилась. </link> 

### Кредиты LBRY (LBC)
В качестве средства для транзакций Odysee использует LBRY Credits (LBC), криптовалюту, встроенную в протокол LBRY. За счет просмотров, пожертвований или советов от пользователей контент-мейкеры могут зарабатывать LBC. Кроме того, существует возможность продвигать видео с помощью LBC. Децентрализованная природа системы гарантирует, что видео будут оставаться доступными до тех пор, пока есть участники, поддерживающие сеть, тем самым снижая риск удаления контента одним лицом. </link>

## Монетизация контента
Odysee предоставляет авторам контента разнообразные способы заработка, включая опцию получения чаевых как в цифровой валюте, так и в обычных деньгах. Авторы могут принимать прямые пожертвования от своих подписчиков, а также создавать платные подписки, которые открывают доступ к эксклюзивному контенту. Кроме того, существует возможность устанавливать цены на отдельные видео, что позволяет пользователям получать доступ к контенту либо с помощью криптовалюты, либо с помощью традиционных методов оплаты. Такая модель предлагает пользователям расширенные возможности для заработка на своем видеоконтенте и получения дохода от платных материалов.

## Критика
С момента своего запуска в сентябре 2020 года деятельность видеохостинга оказалась предметом ряда споров. Критики считали, что такая политика модерации контента и децентрализованная структура платформы способствовала процветанию вредоносного контента. Подход платформы к модерации, который является значительно менее ограничительным по сравнению с такими популярными платформами, как YouTube, привлек широкий круг пользователей, включая крайне правые группы, сторонников теорий заговора и лиц, которым запрещен доступ на других платформах.
Кроме того, Odysee подвергался критике за размещение дезинформации, особенно по таким острым темам, как пандемия COVID-19, вакцинация и политические вопросы. В силу децентрализованного характера платформы эффективная модерация контента затруднена, что позволяет дезинформации распространяться без существенного сопротивления. Это вызвало обеспокоенность по поводу распространения теорий заговора, связанных с выборами, общественным здравоохранением и другими широко развенчанными утверждениями.